# Dwór przy ul. Szyperskiej w Poznaniu

Lokalizacja na mapie (kolor czerwony)

Dwór przy ul. Szyperskiej – podmiejska siedziba mieszczańska, jeden z nielicznych zachowanych przykładów XVIII-wiecznego budownictwa realizowanego na przedpolu murów miejskich Poznania. Obiekt zlokalizowany jest w Poznaniu, w północnej części Garbar, przy ul. Szyperskiej 9, nieopodal dawnego portu rzecznego na Warcie.
Dworek ma formę typową dla małych rezydencji wiejskich epoki późnego baroku. Jest parterowy, z poddaszem mieszkalnym, kryty dachem mansardowym. Ściany w części naziemnej są szkieletowe, a jedynie piwnice są w pełni murowane. Zachowały się oryginalne ościeżnicowe okna oraz bardzo niewielki fragment dawnego ogrodu od frontu. Resztę założenia pochłonęła okoliczna industrialna zabudowa z XIX wieku.
Obok dworu usytuowane są zabudowania starej papierni. W pobliżu znajdują się: garbarska stacja pomp, Kantor Krzyżanowskiego, pomnik Akcji Bollwerk i dawna rzeźnia miejska.

## Linki zewnętrzne

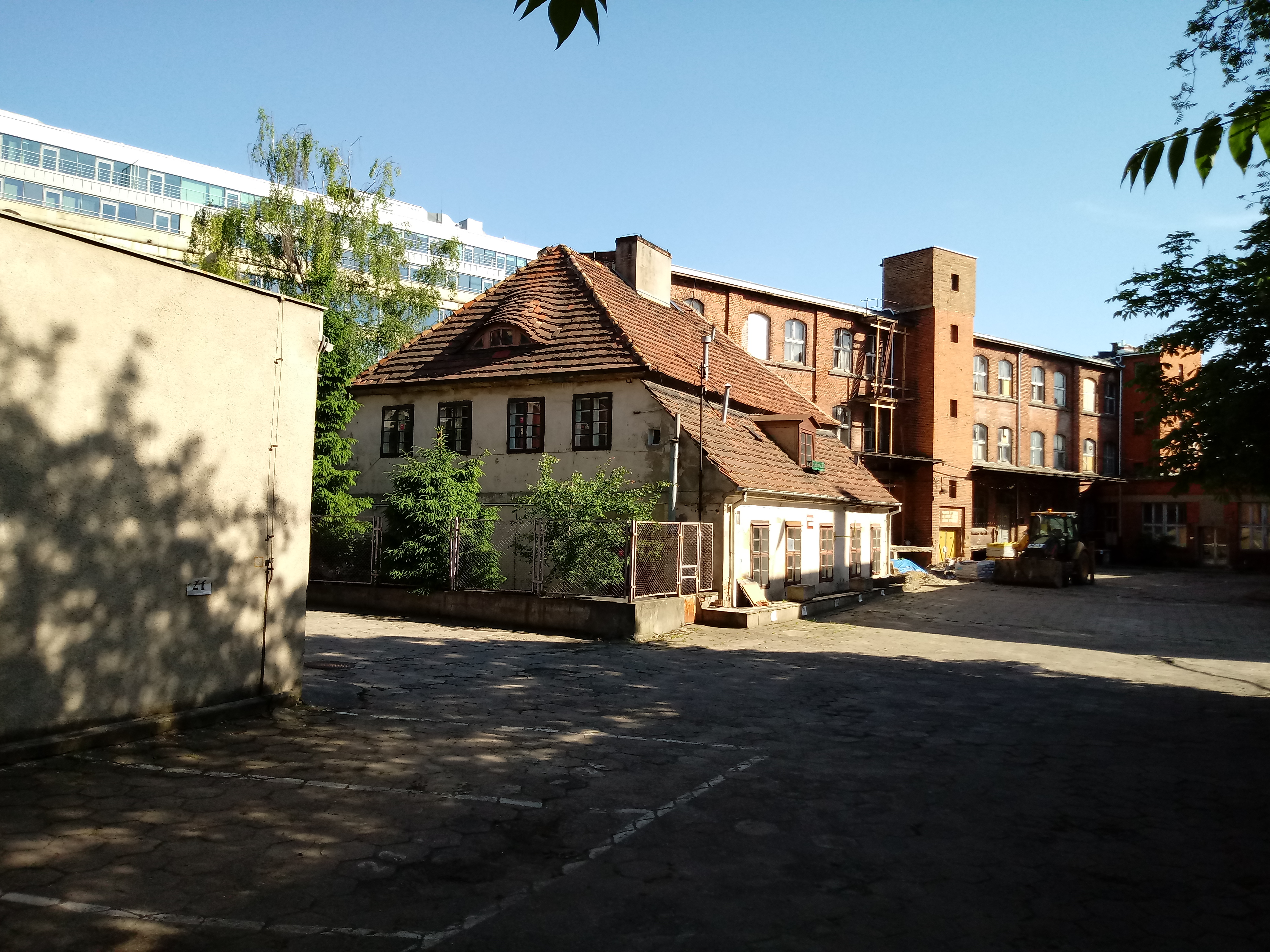
Widok od podwórza